# Bank Negara Malaysia
Die Malaysische Nationalbank (mal. Bank Negara Malaysia) ist die 1959 gegründete Landeszentralbank von Malaysia mit Hauptsitz in Kuala Lumpur, der malaysischen Hauptstadt. Sie ist einziger Emittent der malaysischen Währung Ringgit.